# Aimee Mann
Aimee Mann (Richmond (Virginia), 8 september 1960) is een Amerikaans singer-songwriter. Nadat ze jaren relatief onbekend was gebleven bij het grote publiek, kwam haar carrière in 1999 in een stroomversnelling toen haar muziek werd gebruikt voor de soundtrack van de film Magnolia.

## Carrière
In de jaren tachtig was Mann de leadzangeres en bassiste van de newwaveformatie 'Til Tuesday. In 1985 brak deze band door met het debuutalbum Voices Carry. Het titelnummer werd veelvuldig gedraaid op MTV en groeide uit tot een hit in de Verenigde Staten. Mann ontwikkelde zich hierna tot de belangrijkste songschrijver van de band. 'Til Tuesday bracht nog twee albums uit, Welcome Home uit 1986 en Everything's Different Now uit 1988. Rond 1990 viel de band uit elkaar, waarna Mann een solocarrière begon. Ook zong ze in 1987 mee in het nummer Time Stand Still, dat verscheen op het studioalbum Hold Your Fire van de Canadese band Rush.
In 1993 bracht ze Whatever uit, haar eerste soloalbum. Op dit album combineerde ze de popmuziek van 'Til Tuesday met meer naar folk klinkende liedjes. Het album kreeg positieve recensies maar werd geen groot commercieel succes. In 1995 had ze een kleine hit met het nummer "That's Just What You Are", nadat dit op de soundtrack van de populaire televisieserie Melrose Place was verschenen.
Vlak voordat ze dat jaar haar tweede muziekalbum wilde uitbrengen, ging haar platenlabel Imago bankroet. Ze besloot het album onder een ander label uit te brengen, maar Imago weigerde haar en het album te laten gaan. Gedurende geheel 1995 was ze in een lange juridische strijd tegen Imago verwikkeld. In de herfst van 1995 kwam haar tweede album uit, I'm with Stupid. Ook dit album werd ondanks de positieve recensies geen hit. In 1997 trouwde Aimee Mann met singer-songwriter Michael Penn.
Ook haar derde album Bachelor No. 2 verging het niet veel beter. De platenmaatschappij gaf aan er geen commercieel succes in te zien en weigerde het uit te brengen. Mann stapte op en begon in 1999 samen met Michael Hausman, voormalig medelid van 'Til Tuesday, het label SuperEgo Records. Ze verkocht haar cd's voortaan alleen bij concerten en via internet.
In 1999 vroeg regisseur Paul Thomas Anderson, die al eerder had samengewerkt met haar echtgenoot Michael Penn, of zij wilde meewerken aan de soundtrack van zijn nieuwste film, Magnolia. De acht liedjes die ze afleverde voor de soundtrack kregen prominente aandacht in de film. Vooral het nummer "Wise Up" maakte indruk in een scène waarin alle belangrijke personages van de film met het lied meezingen. Een ander nummer, "Save Me", werd zelfs genomineerd voor een Oscar.
Dankzij deze aandacht was haar doorbraak een feit. Bachelor No. 2 was vanaf 2000 ook verkrijgbaar in platenwinkels. In 2001 trad Mann onder andere op in een uitverkochte Melkweg en speelde ze op Rock Werchter. Samen met Penn en Hausman richtte ze United Musicians op, een beweging die is gebaseerd op het principe dat iedere artiest recht heeft op het auteursrecht van ieder werk dat hij of zij heeft vervaardigd. Onder anderen Pete Droge en Bob Mould werden lid. Ook begon ze de Acoustic Vaudeville Tour, waarin zij en bevriende singer-songwriters en stand-upcomedians gezamenlijk langs kleine theatertjes trokken. In 2002 bracht ze haar vierde album uit, het wat sombere Lost in Space, dat in het verlengde ligt van Bachelor No. 2. In 2005 volgde het conceptalbum The Forgotten Arm, geproduceerd door Joe Henry. Ter promotie van dit album deed Mann dat jaar ook Paradiso in Amsterdam aan.
In het najaar van 2006 bracht Mann One More Drifter in the Snow uit, een kerstalbum met veel klassiekers, zoals White Christmas en Walking in a Winter Wonderland, maar ook met twee eigen nieuwe composities: Calling on Mary en Christmastime. In juni 2008 kwam @#%&*! Smilers uit, waarvoor ze veelal lovende kritieken ontving. Op 20 oktober 2008 trad Mann opnieuw op in de Amsterdamse Melkweg.

## Discografie

### Albums
| Nr.                  | Jaar                 | Titel                            | Opmerkingen          |
| Met The Young Snakes | Met The Young Snakes | Met The Young Snakes             | Met The Young Snakes |
| -------------------- | -------------------- | -------------------------------- | -------------------- |
| 1                    | 1981                 | Bark Along                       | ep                   |
| 2                    | 2004                 | Aimee Mann & the Young Snakes    | verzamelalbum        |
| Met 'Til Tuesday     |                      |                                  |                      |
| 1                    | 1985                 | Voices Carry                     |                      |
| 2                    | 1986                 | Welcome Home                     |                      |
| 3                    | 1988                 | Everything's Different Now       |                      |
| 4                    | 1996                 | Coming Up Close: A Retrospective | verzamelalbum        |
| Solo                 |                      |                                  |                      |
| 1                    | 1993                 | Whatever                         |                      |
| 2                    | 1995                 | I'm with Stupid                  |                      |
| 3                    | 1999                 | Magnolia                         | originele soundtrack |
| 4                    | 2000                 | Bachelor No. 2                   |                      |
| 5                    | 2000                 | Ultimate Collection              | verzamelalbum        |
| 6                    | 2002                 | Lost in Space                    |                      |
| 7                    | 2004                 | Live at St. Ann's Warehouse      | plus dvd             |
| 8                    | 2005                 | The Forgotten Arm                |                      |
| 9                    | 2006                 | One More Drifter in the Snow     |                      |
| 10                   | 2008                 | @#%&*! Smilers                   |                      |
| 11                   | 2012                 | Charmer                          |                      |
| 12                   | 2017                 | Mental Illness                   |                      |
| 13                   | 2021                 | Queens of the Summer Hotel       |                      |

- Tevens is Mann te horen op 'Time stand still', een track van het album Hold Your Fire van het Canadese trio Rush.

- Bibsys: 1512647515527
- Biblioteca Nacional de España: XX1735425
- Bibliothèque nationale de France: cb14032427z (data)
- Gemeinsame Normdatei: 134838904
- International Standard Name Identifier: 0000 0001 1476 1589
- Library of Congress Control Number: n93051576
- MusicBrainz: db3c0a20-bf05-4b30-ac22-f294aea24172
- Nationale Bibliotheek van Tsjechië: js20030414001
- Nationale bibliotheek van Australië: 35817985
- Nationale Bibliotheek van Israël: 987007333139905171
- Nederlandse Thesaurus van Auteursnamen: 110438558
- Istituto Centrale per il Catalogo Unico: MODV249660
- SNAC: w6zs3nf8
- Trove: 1101446
- Virtual International Authority File: 84228336
- WorldCat: E39PBJqqvyXpjv6WD4yMkwfcyd